# Vasas SC (labdarúgás)
A Vasas FC vagy röviden Vasas nagy múltú magyar egykori élvonalbeli labdarúgócsapat, jelenleg másodosztályú Budapest XIII. kerületéből. Története során hat alkalommal nyert magyar bajnoki címet, négy alkalommal pedig kupagyőztes volt. A magyar labdarúgócsapatok élvonalbeli mérkőzései alapján számított eredményességi listán az 5. helyet tudhatja magáénak.

## Története

### 1910-es évek
1911. március 16-án megalakult a Vas- és Fémmunkások Sport Clubja, a Vasas. A labdarúgók a kezdeti időkben alacsonyabb osztályokban szerepeltek, de öt év alatt három osztályt előre lépve az első vonalban is bemutatkozhattak az 1916-17-es bajnokságban, és azt a 6. helyen zárták.

### 1920-as évek
Az első érmekre 1924-ig kellett várni. Ekkor csakúgy, mint egy évvel később bronzérmet szerzett a csapat, és Takács II Gyula szerezte a legtöbb gólt a bajnoki küzdelmek során (26 találat), így ő lett a klub első gólkirálya. A 20-as évek végéig a Vasas stabil középcsapatnak számított, ám 1928-ban a 10. helyet megszerezve (12 csapatos volt a bajnokság) kiesett az NB I-ből.

### 1930-as évek
1930-ban sikerült a visszajutás. A pályaavató mérkőzésen 5-2 arányban a Vasas legyőzte a Ferencvárost. Ez a pálya még a Béke utca-Forgách utca által határolt nem túl nagy területet jelentette. Az újbóli fölkerülés rövid fellángolásnak bizonyult, mert újabb kiesés következett és egy nehéz időszak küszöbére került a csapat. Ekkor még semmilyen támogatást nem kapott az államtól a Vasas.

### 1940-es évek
A vergődés az 1941/42-es szezonig tartott. A Vasas mint bázisklub akkoriban még anyagi gondokkal küszködött. A 40-es évekre tehető a Vasas és a kommunista párt szorosabb kapcsolatának kialakulása. A Magyar Kommunista Párt koncepciója szerint a sporton keresztül lehet a tömeget megnyerni. Tervükben egy munkásklub kiemelt támogatása szerepelt. A választás a Vasasra esett, 1946-ban valósultak meg az elképzeléseik. A támogatás nem csak pénzbeli segítségnyújtást jelentett, hiszen ekkor kapott a klub székházat és az MKP által a Vasashoz került a Pasaréti úti hatalmas sportterület. A klubban betöltött pozíciókat szintén az MKP tagjai „uralták”. (A klub elnöke például ekkor Kádár János volt.) Szereplését tekintve a gárda tartósan az élmezőnyben tartózkodott, második harmadik helyek színesítették a palettát. Óriási szenzációnak számított, hogy 1947-ben a Szovjetunióban szerepelt a Vasas vendégcsapatként, amely legtöbbször a
Ruzsa – Lőrincz, Moór, Lóránt – Pósa, Nagy I. – Illovszky, Berzi, Szilágyi I, Szilágyi II, Kántor
felállásban szerepelt.

### 1950-es évek
Akárcsak a 20-as, a 40-es évek végén is visszaesés volt tapasztalható. Kevesebb pénz jutott a Vasasra, az akkorra már MDP-vé alakult párttól. Ez a mélyrepülés azonban nem tartott sokáig és a klub első nagy sikerét a magyar kupa megnyerése jelentette 1955-ben. A forradalom előtt, alatt és után is piros-kék sikerek voltak a korabeli évek meghatározó eseményei. 1956-ban Közép-európai kupát nyert a csapat: a Népstadionban 100 000 néző előtt lejátszott mérkőzésen 9-2-re nyert az osztrák SK Rapid Wien ellen. A KK-t története során ötször nyerte el a Vasas. Az 1957-es évszámot végre a Vasas első bajnoki címe fémjelezte. A forradalom utáni első bajnokság ugyan még „csonka” volt (11 fordulós), de azt csapatunk nyerte: leginkább a
Kovalik, Kárpáti, Kontha, Sárosi, Bundzsák, Berendi, Raduly, Szilágyi I, Kaszás Lelenka, Csordás
tizenegynek köszönhetően. Gólkirály, pedig 17 találattal Szilágyi I Gyula volt.
Mint bajnokcsapat, jogot szerzett a bajnokcsapatok Európa-kupájában való indulásra. Első fordulóban a svájci Young Boys volt az ellenfél. Az idegenbeli 1–1 után, a visszavágón 2–1-es Vasas-győzelem született. A következő körben a holland Ajax várta a Vasast. Az amszterdami 2-2 után a Népstadionbeli hazai mérkőzésen 4–0 arányban győzelmet aratott a magyar csapat. Az elődöntőben a kor legnagyobb csapatával a Real Madriddal került szembe a Vasas. Az első mérkőzésre ezúttal is idegenben került sor. Spanyolországból súlyos, 4–0-s vereséggel tértek haza. A Real Madridban akkor Kopa, Didi , Santamaria, Di Stefano és nem utolsósorban Puskás Ferenc játszott. A visszavágónak ismét a telt házas Népstadion adott otthont, ahol Bundzsák Dezső és Csordás Lajos góljaival megverték a spanyolokat.
Ennek a sporttörténelmi diadalnak számító mérkőzésen az alábbi
Kamarás – Kárpáti, Teleki, Sárosi – Bárfy, Berendi – Raduly, Csordás, Bundzsák, Szilágyi I, Lenkei
összeállítású csapat szerepelt sikeresen világhírű ellenfelével szemben.

### 1960-as évek
Innentől számítják a Vasas aranykorát, amely a 60-as években teljesedett ki. 1957-ben, 1960-ban, 1961-ben, 1965-ben és 1966-ban a Vasas nyerte a bajnokságot. A csapat edzői Illovszky Rudolf és Baróti Lajos voltak. Szentmihályi, Kárpáti, Mészöly, Kovacsics, Sárosi, Bundzsák, Berendi, Mathesz, Kékesi, Machos, Farkas, Ihász, Pál II, Korsós, Fister, Molnár, Varga, Bakos voltak azok a játékosok, kiknek nevéhez fűződött az a bizonyos aranykor. 1966-ban a csapat veretlenül nyerte a bajnokságot, és Farkas János gólkirályi címet szerzett 25 találattal. Az 1960-as években végül megoldódott a pálya kérdése. A Vasas addig is a XIII. kerületben játszott, csakhogy a Latorca utcában, később, pedig az Építők-pályán. 1961-ben lett az angyalföldiek otthona a Fáy utca, amely a mai napig is ekképpen üzemel.

### 1970-es évek
1970-es években folytatódott a Vasas jó szériája. ’73-ban kupagyőzelem a Budapest Honvéd FC ellen (4-3 arányban), majd mindmáig az utolsó bajnoki cím megnyerése 1977-ben.
A csapat korabeli összeállítása: Mészáros, Török, Komjáti, Hegedűs, Kántor, Gass, Zombori, Müller, Várady, Kovács, Izsó volt. Az edző ismételten Illovszky Rudolf volt.

### 1980-as évek
A bajnoki címeket ekkortájt a Budapest Honvéd FC nyerte, így a többi csapat nem igazán tudott érvényesülni. Innentől kezdve a Vasas igazán kimagaslóan nagy sikert nem könyvelhetett el. Két kupagyőzelem a 80-as évekből (’82 és ’86) jelentette ekkor a sikereket. Ez azonban nem jelentette azt, hogy a csapat hanyatló korszakba került volna, általában az élmezőnyhöz tartozott – igaz, hangos sikerek nélkül. 1990-től kezdve viszont már a stabil középcsapat jelzővel lehetett a Vasast illetni.

### 1990-es évek
Jelentősebb játékosai az időszaknak Babócsy, Nahóczky, Mészöly G., Tuboly, Zvara, Pecha, Gubucz, Klink, Galaschek, Nagy T, Claude és Szíjjártó volt. 1995-ben már közel került a Vasas a kieséshez. Az őszi szezon végén a kieső, 15. helyen telelt a csapat. A tavaszi szezont Verebes József irányítása alatt kezdték, de három győzelem után amilyen gyorsan jött, olyan gyorsan távozott is. Illovszky Rudolf vette át a csapat irányítását, és többek között egy 10 mérkőzéses veretlenségi sorozatot produkálva az idény végén a 10. helyen zárt a csapat.
1998-ban, 2000-ben és 2001-ben három bronzérem következett, majd ezután kezdődtek a bajok.

### 2000-es évek
A 2001–02-es bajnokságban utolsóként kiesett a csapat az élvonalból. Kaotikus hangulat uralkodott az egyesületnél. Slavko Kovačić, Komjáti András, Kiss László és Tornyi Barnabás sem tudta megmenteni a csapatot a bukástól. Az NBI/B-ben pénztelenség és szenvedés jellemezte a csapatot. Ez a későbbi megszűnéshez vezetett. Fél évre eltűnt a Vasas a magyar futball palettájáról.
2003-ban egy Vasas-szurkoló nagyvállalkozó, Jámbor János és az újjáalakult Vasas vezérkar, Markovits László vezetésével megteremtették azt a lehetőséget, mellyel a Vasas újra életre kelt. Innentől datálódik az újkori Vasas kialakulása. A Kecskeméti TE csapatának versenyzési jogát megvásárolva, az NB I/B-ben szerepelt a Bp. Vasas a 2003-04-es szezonban és a második helyet megszerezve feljutott az élvonalba.
2006-ban a Vasas a bajnokság végén ismét kiesett az NB I-ből. A megfiatalodott együttes élére Mészöly Géza került, de a pénzügyi gondokkal küzdő, emiatt a másodosztályba visszaminősített FTC helyett mégis elindulhatott a 2006–2007-es szezonban az első osztályban. A bajnokság végén a csapat az 5. helyen végzett.
2008. december 31-ével véget ért egy ötéves periódus, hiszen Jámbor János eladta üzletrészét, és a Vasas Futball Kft. 100%-os tulajdonosa a Vasas Sport Club lett. Végül a csapat az őszi 3. helyezés után, a bajnokság végén a 10. helyezett lett.
2009. december 21-én A Vasas Futball Kft. 99 százalékos tulajdonrészét egy luxemburgi érdekeltségű cég vásárolta meg, az erre vonatkozó előszerződést november 26-án már aláírták. Az új edző az olasz Giovanni Dellacasa lett, őt a 2010 őszi idény nagyon rossz eredményei után a csapat egykori játékosa, Komjáti András követte.

### 2010-es évek
A 2011–12-es bajnokságban utolsó előttiként ismét kiesett a csapat az élvonalból.
A 2014–15-ös bajnokságban első helyen jutott vissza a csapat az élvonalba. A következő szezonban az utolsó pillanatig kiélezett küzdelemben sikerült kivívnia a bennmaradást a Puskás Akadémiával szemben.
A 2016-17-es szezont kiválóan kezdve, a csapat a 7. forduló után az FTC előtt vezeti a bajnokságot. 5 győzelem – MTK (i), DVSC (o), Videoton(i), FTC (i), Honvéd (o) – mellett 1 döntetlen – DVTK (i) -, 1 vereség – (Újpest (o) – a mérleg. A csapatból Bernd Storck szövetségi kapitány a Feröer ellen készülő vb-selejtező bő keretbe Nagy Gergelyt, Korcsmár Zsoltot, Vida Mátét és Hangya Szilvesztert hívta meg, míg az U21-es keretbe Osváth Attila, Szivacski Donát, Berecz Zsombor és Ádám Martin kapott meghívót a Liechtenstein elleni Eb-selejtezőre.
A 2017-18-as szezont követően a Vasas 12. helyen végzett a bajnokságban, és kiesett a másodosztályba.
A 2010-es évek végén egy jelentős esemény történt a klub történelmében, 2019 decemberében Jámbor János korábbi tulajdonos értékesítette tulajdonrészét. Az új tulajdonosok Nagy György (79%) és Nagy Miklós (20%) lettek, utóbbi lett a klub sportigazgatója is egyben. Az új vezető nem tétlenkedett, december 23-án a teljes szakmai stábot menesztette, majd kinevezte Ifj. Bene Ferencet a vezetőedzői posztra, Tóth Andrást pályaedzőnek, Gaál Miklóst erőnléti edzőnek és Lippai Józsefet kapusedzőnek. Ezen a napon még bejelentésre került Vernes Richárd leigazolása, aki Izraelből tért haza, majd napokkal később Jova Levente kiváló kapus Nyíregyházáról tette át a székhelyét Angyalföldre.

### 2020-as évek
Január elején folytatta a sportigazgató, amit decemberben abbahagyott. Az utánpótlás-válogatott, Magyarország egyik legnagyobb tehetsége, Hidi M Sándor a WKW ETO FC Győrtől a Vasas FC-be igazolt. Egy nappal később még egy tehetség, aki nem mellesleg oszlopos tagja a válogatottnak fiatal kora óta, Ujvárosi Ádám is a Vasast választotta. Ujvárosi után Csató Martin Csákvárrol is a klub játékosa lett.
Az Újpest FC játékosa, Feczesin Róbert, aki az NBI-es bajnokság góllövőlistájának a vezetője volt, a Vasas FC-ben folytatta pályafutását a következő, a 2020-as évben.
Az téli átigazolási időszak utolsó napján Kalmár Olivér, utánpótlás-válogatott labdarúgó a WKW ETO FC Győrből a Vasas FC-be igazolt.
A 2022-2023-as szezon végén kiesett az élvonalból. 2023. július 11-én bejelentették, hogy visszavonultatják a 3-as mezszámot, amit a legendás Mészöly Kálmán viselt.

## Névváltozások
- 1911 – 1925 Vas-és Fémmunkások Sport Clubja
- 1926 – 1943 Vasas SC
- 1943 – 1944 Nemzeti Nehézipari Munkások Kinizsi SC
- 1944 – 1949 Vasas SC
- 1949 – 1957 Budapesti Vasas SC
- 1957 – 1992 Vasas SC
- 1992 – 1993 Vasas SC-Smirnoff
- 1993 – 1995 Vasas Ilzer
- 1995 – 1996 Vasas Casino Vígadó
- 1997 Vasas SC
- 1997 – 2001 Vasas Danubius Hotels
- 2001 – 2003 Vasas SC
- 2003 – 2009? Budapesti Vasas SC
- 2009 – 2011 Vasas SC
- 2011 – 2012 Vasas–HÍD
- 2012 – Vasas FC

## Eredmények

### Nemzeti
- NB I
  -  Bajnok (6): 1957, 1960–61, 1961–62, 1965, 1966, 1976–77
  -  Ezüstérmes (2): 1945–46, 1947–48
  -  Bronzérmes (14): 1924–25, 1925–26, 1946–47, 1953, 1959–60, 1968, 1970–71, 1972–73, 1979–80, 1980–81, 1997–98, 1999–2000, 2000–01, 2016–17
- NB II
  -  Bajnok (2): 2014–15, 2021–22
  -  Ezüstérmes (3): 1979–80, 2003–04, 2012–13
  -  Bronzérmes (2): 2019–20, 2020–21, 2023–24
- Magyar kupa
  -  Győztes (4): 1955, 1973, 1981, 1986
  -  Döntős (4): 1980, 2000, 2006, 2017

| Gólkirályok | Gólkirályok      | Gólkirályok |
| ----------- | ---------------- | ----------- |
| Idény       | Név              | Gól         |
| 1926        | Takács II József | 29          |
| 1943        | Jenőfi Jenő      | 26          |
| 1957        | Szilágyi I Gyula | 17          |
| 1966        | Farkas János     | 25          |
| 1977        | Várady Béla      | 36          |
| 2001        | Kabát Péter      | 24          |

### Nemzetközi
- Közép-európai kupa
  -  Győztes (6): 1956, 1957, 1962, 1965, 1970, 1983

## Nemzetközi kupaszereplés

### Kupagyőztesek Európa-kupája
| Szezon  | Bajnokság                   | Forduló    | Ország      | Csapat                 | Otthon | Idegenben | Össz. |
| ------- | --------------------------- | ---------- | ----------- | ---------------------- | ------ | --------- | ----- |
| 1973–74 | Kupagyőztesek Európa-kupája | 1. Forduló | Anglia      | Sunderland AFC         | 0–2    | 0–1       | 0–3   |
| 1981–82 | Kupagyőztesek Európa-kupája | 1. Forduló | Ciprus      | Énoszi Néon Paralimníu | 8–0    | 0–1       | 8–1   |
|         |                             | 2. Forduló | Belgium     | Standard de Liège      | 0–2    | 1–2       | 1–4   |
| 1986–87 | Kupagyőztesek Európa-kupája | 1. Forduló | Jugoszlávia | FK Velež Mostar        | 2–2    | 2–3       | 4–5   |

### Intertotó-kupa
| Szezon | Bajnokság      | Forduló     | Ország        | Csapat              | Otthon | Idegenben | Össz. |
| ------ | -------------- | ----------- | ------------- | ------------------- | ------ | --------- | ----- |
| 1987   | Intertotó-kupa | 1. Csoport  | NDK           | FC Carl Zeiss Jena  | 0–2    | 2–2       | 2-4   |
|        |                | 1. Csoport  | Dánia         | AGF Aarhus          | 2–1    | 0–1       | 2-2   |
|        |                | 1. Csoport  | Svájc         | FC Lausanne-Sport   | 5–3    | 1–2       | 6-5   |
| 1990   | Intertotó-kupa | 8. Csoport  | Ausztria      | First Vienna FC     | 0–0    | 1–0       | 1-0   |
|        |                | 8. Csoport  | Dánia         | AGF Aarhus          | 0–2    | 0–2       | 0-4   |
|        |                | 8. Csoport  | Svédország    | Gefle IF            | 1–1    | 0–2       | 1-3   |
| 1996   | Intertotó-kupa | 10. Csoport | Belgium       | Lierse SK           | 2–0    |           |       |
|        |                | 10. Csoport | Törökország   | Gaziantepspor       |        | 2–3       |       |
|        |                | 10. Csoport | Észtország    | JK Narva Trans      | 4–1    |           |       |
|        |                | 10. Csoport | Hollandia     | FC Groningen        |        | 1–1       |       |
| 1997   | Intertotó-kupa | 7. Csoport  | Svédország    | Östers IF           |        | 4–1       |       |
|        |                | 7. Csoport  | Lettország    | Universitāte Rīga   | 3–0    |           |       |
|        |                | 7. Csoport  | Törökország   | Istanbulspor AS     |        | 0–2       |       |
|        |                | 7. Csoport  | Németország   | SV Werder Bremen    | 2–0    |           |       |
| 1999   | Intertotó-kupa | 1. Forduló  | Luxemburg     | Union Luxembourg    | 4–0    | 3–1       | 7–1   |
|        |                | 2. Forduló  | Svájc         | Neuchâtel Xamax FC  | 1–0    | 2–0       | 3–0   |
|        |                | 3. Forduló  | Lengyelország | KS Polonia Warszawa | 1–2    | 0–2       | 1–4   |
| 2005   | Intertotó-kupa | 1. Forduló  | Szlovákia     | FK ZTS Dubnica      | 0–0    | 0–2       | 0–2   |

### UEFA-kupa
| Szezon  | Bajnokság | Forduló    | Ország             | Csapat           | Otthon | Idegenben | Össz.     |
| ------- | --------- | ---------- | ------------------ | ---------------- | ------ | --------- | --------- |
| 1971–72 | UEFA-kupa | 1. Forduló | Írország           | Shelbourne FC    | 1–0    | 1–1       | 2–1       |
|         |           | 2. Forduló | Skócia             | St. Johnstone FC | 1–0    | 0–2       | 1–2       |
| 1975–76 | UEFA-kupa | 1. Forduló | Ausztria           | SK Voest Linz    | 4–0    | 0–2       | 4–2       |
|         |           | 2. Forduló | Portugália         | Sporting CP      | 3–1    | 1–2       | 4–3       |
|         |           | 3. Forduló | Spanyolország 1977 | FC Barcelona     | 0–1    | 1–3       | 1–4       |
| 1980–81 | UEFA-kupa | 1. Forduló | Portugália         | Boavista FC      | 0–2    | 1–0       | 1–2       |
| 2000–01 | UEFA-kupa | Selejtező  | Lettország         | FK Ventspils     | 3–1    | 1–2       | 4–3(h.u.) |
|         |           | 1. Forduló | Görögország        | AÉK              | 2–2    | 0–2       | 2–4       |

#### Európa-liga
| Szezon  | Forduló         | Ellenfél          | 1. mérk. | 2. mérk. | Össz. |
| ------- | --------------- | ----------------- | -------- | -------- | ----- |
| 2017–18 | 1. selejtezőkör | Bétár Jerusálajim | 3–4      | 0–3      | 3–7   |

### Bajnokcsapatok Európa-kupája
| Szezon  | Bajnokság                    | Forduló     | Ország             | Csapat                   | Otthon | Idegenben | Össz.               |
| ------- | ---------------------------- | ----------- | ------------------ | ------------------------ | ------ | --------- | ------------------- |
| 1957–58 | Bajnokcsapatok Európa-kupája | selejtező   | Bulgária 1946      | CDNA Sofia               | 6–1    | 1–2       | 7–3                 |
|         |                              | 1. forduló  | Svájc              | BSC Young Boys           | 2–1    | 1–1       | 3–2                 |
|         |                              | negyeddöntő | Hollandia          | AFC Ajax                 | 4–0    | 2–2       | 6–2                 |
|         |                              | elődöntő    | Spanyolország 1977 | Real Madrid CF           | 2–0    | 0–4       | 2–4                 |
| 1961–62 | Bajnokcsapatok Európa-kupája | selejtező   | Spanyolország 1977 | Real Madrid CF           | 0–2    | 1–3       | 1–5                 |
| 1962–63 | Bajnokcsapatok Európa-kupája | selejtező   | Norvégia           | Fredrikstad FK           | 7–0    | 4–1       | 11–1                |
|         |                              | 1. forduló  | Hollandia          | Feyenoord                | 2–2    | 1–1       | 3–3 (Rájátszás 0–1) |
| 1966–67 | Bajnokcsapatok Európa-kupája | 1. forduló  | Portugália         | Sporting CP              | 5–0    | 2–0       | 7–0                 |
|         |                              | 2. forduló  | Olaszország        | FC Internazionale Milano | 0–2    | 1–2       | 1–4                 |
| 1967–68 | Bajnokcsapatok Európa-kupája | 1. forduló  | Írország           | Dundalk FC               | 8–1    | 1–0       | 9–1                 |
|         |                              | 2. forduló  | Izland             | Valur KF                 | 6–0    | 5–1       | 11–1                |
|         |                              | negyeddöntő | Portugália         | SL Benfica               | 0–0    | 0–3       | 0–3                 |
| 1977–78 | Bajnokcsapatok Európa-kupája | 1. forduló  | NSZK               | Borussia Mönchengladbach | 0–3    | 1–1       | 1–4                 |

### Összesítés
| Kiírás                       | M  | Gy | D  | V  | RG/KG    | G   |
| ---------------------------- | -- | -- | -- | -- | -------- | --- |
| UEFA-kupa                    | 16 | 6  | 2  | 8  | 19 – 21  | -2  |
| Bajnokcsapatok Európa-kupája | 26 | 12 | 6  | 8  | 62 – 33  | +29 |
| Kupagyőztesek Európa-kupája  | 8  | 1  | 1  | 6  | 13 – 13  | 0   |
| Intertotó-kupa               | 20 | 7  | 4  | 9  | 23 – 25  | -2  |
| Összesen                     | 70 | 26 | 13 | 31 | 117 – 92 | +25 |

*M: Mérkőzések száma, Gy: Győzelmek száma, D: Döntetlenek száma, V: Vereségek száma, RG/KG: Rúgott gólok száma / Kapott gólok száma, G: Gólarány

#### Merdeka Torna
Malajzia nemzeti évfordulója tiszteletére rendezett tornasorozat. A nemzeti tornára 1995-ben a Vasas SC is meghívást kapott. Csoportgyőztesként döntőt játszott.
| Időpont            | Helyszín                      | Mérkőzés típusa | Mérkőzés                | Eredmény | Nézők száma |
| ------------------ | ----------------------------- | --------------- | ----------------------- | -------- | ----------- |
| 1995. augusztus 2. | Nemzeti Stadion, Kuala Lumpur | döntő           | Irak–Budapesti Vasas SC | 2 – 0    | 18 000      |

## Jelenlegi keret
2024. január 28. szerint.
A vastaggal jelzett játékosok felnőtt válogatottsággal rendelkeznek.
A dőlttel jelzett játékosok kölcsönben szerepelnek a klubnál.
*A második csapatban is pályára lépő játékos.

| Mezszám                | Név                    | Nemzetiség    | Születési hely | Születési idő (kor)            | Korábbi csapat           | Érték(€)  | Szerződés lejárta |
| Kapusok                | Kapusok                | Kapusok       | Kapusok        | Kapusok                        | Kapusok                  | Kapusok   | Kapusok           |
| ---------------------- | ---------------------- | ------------- | -------------- | ------------------------------ | ------------------------ | --------- | ----------------- |
| 26                     | Uram János             | HUN           | Szeged         | 2001. február 9. (24 éves)     | Békéscsaba 1912 Előre    | 225 000   | 2025.06.30.       |
| 55                     | Jova Levente           | HUN           | Orosháza       | 1992. január 30. (33 éves)     | Nyíregyháza Spartacus FC | 150 000   | 2026.06.30.       |
| Védők                  |                        |               |                |                                |                          |           |                   |
| 2                      | Szivacski Donát        | HUN           | Szeged         | 1997. január 18. (28 éves)     | Kecskeméti TE            | 200 000   | 2025.06.30.       |
| 4                      | Pávkovics Bence        | HUN           | Mohács         | 1997. március 27. (28 éves)    | El Paso Locomotive FC    | 300 000   | 2026.06.30.       |
| 5                      | Litauszki Róbert       | HUN           | Kiskunhalas    | 1990. március 15. (35 éves)    | Újpest FC                | 100 000   | 2024.06.30.       |
| 17                     | Hinora Kristóf         | HUN           | Mór            | 1998. február 5. (27 éves)     | MTK Budapest FC II       | 200 000   | 2025.06.30.       |
| 19                     | Deutsch László         | HUN           | Budapest       | 1999. március 9. (26 éves)     | Puskás Akadémia FC       | 150 000   | 2025.06.30.       |
| 20                     | Ódor Máté              | HUN           | Székesfehérvár | 2001. április 29. (24 éves)    | Szeged-Csanád GA         | 150 000   | 2026.06.30.       |
| 34                     | Otigba Kenneth         | HUN · NGR     | Kaduna         | 1992. augusztus 29. (32 éves)  | Ferencvárosi TC          | 225 000   | 2024.06.30.       |
| 36                     | Baráth Botond          | HUN           | Budapest       | 1992. április 21. (33 éves)    | Budapest Honvéd FC       | 250 000   | 2025.06.30.       |
| 68                     | Girsik Attila*         | HUN · ROM     | Kolozsvár      | 2006. február 1. (19 éves)     | Utánpótlásból került fel | 150 000   | Nem publikus      |
| Középpályások          |                        |               |                |                                |                          |           |                   |
| 6                      | Sztojka Dominik*       | HUN           | Budapest       | 2003. december 23. (21 éves)   | Utánpótlásból került fel | 100 000   | 2026.06.30.       |
| 7                      | Bakti Balázs           | HUN           | Budapest       | 2004. december 31. (20 éves)   | Puskás Akadémia FC       | 175 000   | 2024.06.30.       |
| 8                      | Ihrig-Farkas Sebestyén | HUN           | Budapest       | 1994. január 28. (31 éves)     | Budafoki MTE             | 100 000   | 2024.06.30.       |
| 13                     | Berecz Zsombor         | HUN           | Miskolc        | 1995. december 31. (29 éves)   | Mezőkövesd Zsóry FC      | 300 000   | 2027.06.30.       |
| 15                     | Hidi M. Sándor         | HUN · UKR     | Nagydobrony    | 2001. február 20. (24 éves)    | Győri ETO FC             | 200 000   | 2024.06.30.       |
| 16                     | Rab Boldizsár*         | HUN           | Budapest       | 2005. szeptember 24. (19 éves) | Utánpótlásból került fel | 25 000    | 2026.06.30.       |
| 21                     | Kapornai Bertalan*     | HUN           | Budapest       | 2002. augusztus 6. (22 éves)   | Utánpótlásból került fel | 25 000    | 2025.06.30.       |
| 22                     | Faragó Bálint*         | HUN           | Dorog          | 2004. május 14. (21 éves)      | Utánpótlásból került fel | 10 000    | 2025.06.30.       |
| 23                     | Vida Máté              | HUN           | Budapest       | 1996. március 8. (29 éves)     | FC DAC 1904              | 150 000   | 2025.06.30.       |
| 88                     | Urblík József          | szlovák · HUN | Bártfa         | 1996. augusztus 22. (28 éves)  | Puskás Akadémia FC       | 300 000   | 2025.06.30.       |
| Támadók                |                        |               |                |                                |                          |           |                   |
| 10                     | Holender Filip         | HUN · szerb   | Kragujevac     | 1994. július 27. (30 éves)     | FK Partizan              | 250 000   | 2025.06.30.       |
| 70                     | Radó András            | HUN           | Pápa           | 1993. szeptember 9. (31 éves)  | Zalaegerszegi TE FC      | 300 000   | 2026.06.30.       |
| 77                     | Tóth Milán             | HUN           | Ózd            | 2002. február 6. (23 éves)     | SK Sturm Graz II         | 450 000   | 2026.06.30.       |
| 86                     | Novothny Soma          | magyar        | Veszprém       | 1994. június 16. (30 éves)     | Anórthoszi Ammohósztu    | 300 000   | 2025.06.30.       |
| 97                     | Zimonyi Dávid          | magyar        | Kimle          | 1997. december 24. (27 éves)   | Zalaegerszegi TE FC      | 125 000   | 2024.06.30.       |
|                        | Doktorics Áron         | magyar        | Szombathely    | 2001. november 21. (23 éves)   | Szombathelyi Haladás     | 125 000   | Nem publikus      |
| Kölcsönadott játékosok |                        |               |                |                                |                          |           |                   |
| Név                    | Poszt                  | Nemzetiség    | Születési hely | Születési idő (kor)            | Kölcsönben itt           | Érték (€) | Kölcsön lejárta   |
| Bánfalvi Dániel        | kapus                  | HUN           | Budapest       | 2001. január 8. (24 éves)      | Komárom VSE              | 25 000    | 2024.06.30.       |
| Szilágyi Szabolcs      | középpályás            | ROM · HUN     | Kolozsvár      | 2003. szeptember 23. (21 éves) | Mezőkövesd Zsóry FC      | 200 000   | 2024.06.30.       |

## Szakmai stáb
2024. február 26-án lett frissítve.
| Sportigazgató            | Nagy Miklós      |
| Vezetőedző               | Gera Zoltán      |
| Másodedző                | Csizmadia Csaba  |
| Másodedző                | Nagy Gábor       |
| Erőnléti edző            | Ferenczi István  |
| Kapusedző                | Farkas Balázs    |
| Videóelemző              | Késedi Gábor     |
| Technikai vezető         | Kopjári Nándor   |
| Rehabilitációs szakember | Kubó Ádám        |
| Fizioterapeuta           | Lajtaváry Buda   |
| Szertáros                | Kutassy Dániel   |
| Csapatorvos              | Dr. Lejkó Dezső  |
| Csapatorvos              | Dr. Kállay Tamás |

## A Vasas SC bajnoki múltja
A Vasas eredményei a Magyar labdarúgó-bajnokság első osztályában.
| Idény | Helyezés | Idény    | Helyezés | Idény    | Helyezés | Idény | Helyezés | Idény | Helyezés | Idény | Helyezés | Idény | Helyezés |
| ----- | -------- | -------- | -------- | -------- | -------- | ----- | -------- | ----- | -------- | ----- | -------- | ----- | -------- |
| 1917  | 6. hely  | 1918     | 4. hely  | 1919     | 4. hely  | 1920  | 6. hely  | 1921  | 11. hely | 1922  | 7. hely  | 1923  | 4. hely  |
| 1924  | 9. hely  | 1925     | 3. hely  | 1926     | 3. hely  | 1927  | 6. hely  | 1928  | 10. hely | 1929  | 11. hely | 1931  | 8. hely  |
| 1932  | 11. hely | 1943     | 6. hely  | 1944     | 13. hely | 1945  | 5. hely  | 1946  | 2. hely  | 1947  | 3. hely  | 1948  | 2. hely  |
| 1949  | 7. hely  | 1950     | 6. hely  | 1950 ősz | 6. hely  | 1951  | 4. hely  | 1952  | 4. hely  | 1953  | 3. hely  | 1954  | 4. hely  |
| 1955  | 4. hely  | 1957     | 1. hely  | 1958     | 5. hely  | 1959  | 4. hely  | 1960  | 3. hely  | 1961  | 1. hely  | 1962  | 1. hely  |
| 1963  | 9. hely  | 1963 ősz | 5. hely  | 1964     | 6. hely  | 1965  | 1. hely  | 1966  | 1. hely  | 1967  | 4. hely  | 1968  | 3. hely  |
| 1969  | 4. hely  | 1970     | 5. hely  | 1971     | 3. hely  | 1972  | 6. hely  | 1973  | 3. hely  | 1974  | 8. hely  | 1975  | 6. hely  |
| 1976  | 5. hely  | 1977     | 1. hely  | 1978     | 5. hely  | 1979  | 4. hely  | 1980  | 3. hely  | 1981  | 3. hely  | 1982  | 12. hely |
| 1983  | 7. hely  | 1984     | 6. hely  | 1985     | 5. hely  | 1986  | 9. hely  | 1987  | 6. hely  | 1988  | 9. hely  | 1989  | 14. hely |
| 1990  | 8. hely  | 1991     | 12. hely | 1992     | 6. hely  | 1993  | 10. hely | 1994  | 10. hely | 1995  | 10. hely | 1996  | 7. hely  |
| 1997  | 4. hely  | 1998     | 3. hely  | 1999     | 6. hely  | 2000  | 3. hely  | 2001  | 3. hely  | 2002  | 12. hely | 2005  | 13. hely |
| 2006  | 15. hely | 2007     | 5. hely  | 2008     | 9. hely  | 2009  | 10. hely | 2010  | 13. hely | 2011  | 11. hely | 2012  | 15. hely |
| 2016  | 10. hely | 2017     | 3. hely  | 2018     | 12. hely | 2023  | 12. hely |       |          |       |          |       |          |

## Statisztika

### A legtöbb NBI-es mérkőzésen részt vettek a Vasas színeiben
| #   | Játékos           | Meccs |
| --- | ----------------- | ----- |
| 1.  | Komjáti András    | 435   |
| 2.  | Berendy Pál       | 382   |
| 3.  | Ihász Kálmán      | 364   |
| 4.  | Szilágyi I Gyula  | 362   |
| 5.  | Török Péter       | 349   |
| 6.  | Juhár Tamás       | 344   |
| 7.  | Galaschek Péter   | 340   |
| 8.  | Várady Béla       | 338   |
| 9.  | Müller Sándor     | 317   |
| 10. | Sárosi László     | 315   |
| 11. | Bundzsák Dezső    | 294   |
| 12. | Farkas János      | 290   |
| 13. | Izsó Ignác        | 287   |
| 14. | Mészöly Kálmán    | 279   |
| 15. | Illovszky Rudolf  | 271   |
| 16. | Tóth András       | 253   |
| 17. | Mészáros Ferenc   | 252   |
| 18. | Puskás Lajos      | 249   |
| 19. | Mathesz Imre      | 248   |
| 20. | Szilágyi II János | 233   |

| #   | Játékos         | Válogatottság száma |
| --- | --------------- | ------------------- |
| 1.  | Mészöly Kálmán  | 61                  |
| 2.  | Sárosi László   | 45                  |
| 3.  | Várady Béla     | 36                  |
| 4.  | Török Péter     | 35                  |
| 5.  | Farkas János    | 33                  |
| 6.  | Kiss László     | 33                  |
| 7.  | Ihász Kálmán    | 27                  |
| 8.  | Zombori Sándor  | 26                  |
| 9.  | Bundzsák Dezső  | 25                  |
| 10. | Berendy Pál     | 23                  |
| 11. | Vidáts Csaba    | 22                  |
| 12. | Mészáros Ferenc | 20                  |

## Híres játékosok

### Magyar, kettős vagy több állampolgársággal rendelkező labdarúgók
- a félkövérrel írt játékosok rendelkeznek felnőtt válogatottsággal.

| Nemzet                       | Név                |
| ---------------------------- | ------------------ |
| magyar                       | Aranyos Imre       |
| magyar                       | Balajti Ádám       |
| magyar                       | Balog Zsolt        |
| magyar                       | Bárányos Zsolt     |
| magyar                       | Berecz Zsombor     |
| magyar                       | Berendy Pál        |
| magyar                       | Birtalan Botond    |
| magyar                       | Bori Gábor         |
| magyar                       | Bundzsák Dezső     |
| magyar                       | Csordás Lajos      |
| magyar                       | Czvitkovics Péter  |
| magyar                       | Duró József        |
| magyar                       | Egerszegi Tamás    |
| magyar                       | Erős Károly        |
| magyar                       | Fábián Tibor       |
| magyar                       | Farkas Balázs      |
| magyar                       | Farkas János       |
| magyar                       | Feczesin Róbert    |
| magyar                       | Ferenczi István    |
| magyar                       | Galaschek Péter    |
| magyar                       | Gass István        |
| magyar                       | Hangya Szilveszter |
| magyar                       | Hrepka Ádám        |
| magyar                       | Hrutka János       |
| magyar                       | Ihász Kálmán       |
| magyar                       | Illovszky Rudolf   |
| magyar                       | Izsó Ignác         |
| magyar                       | Jova Levente       |
| magyar                       | Juhár Tamás        |
| magyar                       | Kabát Péter        |
| magyar                       | Kárpáti Béla       |
| magyar                       | Kenesei Krisztián  |
| magyar                       | Kiss László        |
| magyar                       | Kleisz Márk        |
| magyar                       | Komjáti András     |
| / magyar-csehszlovák-spanyol | Kubala László      |
| magyar                       | Kű Lajos           |
| magyar                       | Lóránt Gyula       |
| magyar                       | Laczkó Zsolt       |
| magyar                       | Lázok János        |
| magyar                       | Machos Ferenc      |
| magyar                       | Mathesz Imre       |
| magyar                       | Maróti Béla        |
| / magyar-román               | Mészáros Ferenc    |
| magyar                       | Mészáros II Ferenc |
| magyar                       | Mészöly Géza       |
| magyar                       | Mészöly Kálmán     |
| magyar                       | Müller Sándor      |
| magyar                       | Murka Benedek      |
| magyar                       | Németh Gábor       |
| magyar                       | Orth György        |
| magyar                       | Otigba Kenneth     |
| magyar                       | Pátkai Máté        |
| magyar                       | Pekár László       |
| magyar                       | Plattkó Ferenc     |
| magyar                       | Puskás Lajos       |
| magyar                       | Raduly József      |
| / magyar-horvát              | Ivan Radoš         |
| magyar                       | Posza Zsolt        |
| magyar                       | Radó András        |
| magyar                       | Remili Mohamed     |
| magyar                       | Rósa Henrik        |
| magyar                       | Sáfár Szabolcs     |
| magyar                       | Sárosi László      |
| magyar                       | Simek Péter        |
| magyar                       | Sowunmi Thomas     |
| magyar                       | Szanyó Károly      |
| magyar                       | Szatmári Lóránd    |
| magyar                       | Szentmihályi Antal |
| magyar                       | Szilágyi Gyula     |
| magyar                       | Takács II József   |
| magyar                       | Torghelle Sándor   |
| magyar                       | Tóth Bence         |
| / magyar-román               | Tóth Mátyás        |
| magyar                       | Tóth Norbert       |
| magyar                       | Török Péter        |
| magyar                       | Váczi Zoltán       |
| magyar                       | Várady Béla        |
| magyar                       | Vaskó Tamás        |
| magyar                       | Végh Zoltán        |
| magyar                       | Vida Máté          |
| magyar                       | Vidáts Csaba       |
| magyar                       | Waltner Róbert     |
| magyar                       | Zombori Sándor     |

### Külföldi játékosok
- a félkövérrel írt játékosok rendelkeznek felnőtt válogatottsággal.

| Nemzet          | Név                |
| --------------- | ------------------ |
| algériai        | Karím Benúnesz     |
| bissau-guineai  | Ednilson           |
| bosnyák         | Jusuf Dajić        |
| cseh            | Jan Šimůnek        |
| gaboni          | Brice Mackaya      |
| gaboni          | Thierry Issiémou   |
| iráni           | Amir Hashemi       |
| iráni           | Nader Mir Ahmadian |
| jugoszláv       | Petar Divić        |
| kamerun         | Justice Sandjon    |
| kamerun         | Makadji Boukar     |
| kanadai         | Manjrekar James    |
| Kongói          | Jean-Claude Mbemba |
| macedón         | Kire Risztevszki   |
| montenegrói     | Ivan Janjušević    |
| montenegrói     | Vukašin Poleksić   |
| montenegrói     | Vladimir Vujović   |
| román           | Simatoc Miklós     |
| román           | Sorin Cigan        |
| szlovák         | Ľuboš Kamenár      |
| szlovén         | Adem Kapič         |
| szovjet-tádzsik | Oleg Sirinbekov    |
| uruguayi        | Washington Aires   |

## A klub edzői
- Burger István (1942–1945)
- Gallowich Tibor (1945)
- Guttmann Béla (1945)
- Magyar Gábor (1946)
- Pócs József (1946)
- Szabó Pál (1946–1947)
- Jávor Pál (1947–1948)
- Szabó Pál (1948)
- Gallowich Tibor (1948)
- Király Tivadar (1948–1949)
- Kalmár Jenő (1949–1950)
- Szabó Péter (1950)
- Jeny Rudolf (1951–1952)
- Baróti Lajos (1953–1957)
- Illovszky Rudolf (1957–1963)
- Noszkay Gyula (1963–1964)
- Illovszky Rudolf (1965)
- Csordás Lajos (1966–1967)
- Illovszky Rudolf (1967–1969)
- Albert József (1970)
- Machos Ferenc (1970–1972)
- Vadász Károly (1972)
- Baróti Lajos (1972–1974)
- Illovszky Rudolf (1974–1977)
- Kovács Ferenc (1977–1978)
- Mészöly Kálmán (1978–1980)
- Bundzsák Dezső (1980–1982)
- Illovszky Rudolf (1982–1983)
- Mészöly Kálmán (1983–1984)
- Illovszky Rudolf (1984–1986)
- Kisteleki István (1986–1988)
- Puskás Lajos (1988)
- Őze Tibor (1988)
- Mészöly Kálmán (1988)
- Kárpáti Béla (1988–1989)
- Mészöly Kálmán (1989)
- Mészáros Ferenc (1989–1990)
- Gellei Imre (1991–1992)
- Genzwein Ferenc (1992–1993)
- Tóth Bálint (1993)
- Mészöly Kálmán (1993–1994)
- Tóth Bálint (1994)
- Verebes József (1995)
- Illovszky Rudolf (1995)
- Gellei Imre (1995–1999)
- Komjáti András (1999–2000)
- Mezey György (2000–2001)
- Bozsik Péter (2001)
- Slavko Kovačić (2001)
- Komjáti András (2001)
- Kiss László (2001–2002)
- Tornyi Barnabás (2002)
- Csábi József (2002)
- Antal Péter (2002, mb.)
- Szapor Gábor (2002)
- Tamási Zsolt (2003–2004)
- Egervári Sándor (2004–2005)
- Antal Péter (2005, mb.)
- Pintér Attila (2005–2006)
- Mészöly Géza (2006–2009)
- Giovanni Dellacasa (2010)
- Komjáti András (2010–2011)
- Marijan Vlak (2011–2012)
- Urbán Flórián (2012)
- Marijan Vlak (2012)
- Joaquim Machado (2012)
- Szapor Gábor (2012–2013)
- Dirk Berger (2013)
- Szanyó Károly (2014–2015)
- Simon Antal (2015)
- Michael Oenning (2016–2018)
- Kis Károly (2018)
- Ferenczi István (2018, mb.)
- Szanyó Károly (2018–2019)
- ifj. Bene Ferenc (2020)
- Tóth András (2020, mb.)[11]
- Schindler Szabolcs (2020–2021)
- Kuttor Attila (2021–2022)[12]
- Kondás Elemér (2022–2023)
- Desits Szilárd (2023–2024)
- Gera Zoltán (2024)
- Pintér Attila (2024–2025)
- Erős Gábor (2025–)

## Szurkolók
A csapat Magyarországon az egyik legnépesebb szurkolótábort tudhatja magáénak 2010-es felmérés alapján körülbelül 140-150 000 szurkolója van és ezzel a 3-4. helyre sorolható. A Vasasnak eddig 8 szurkolói csoportja volt amiből jelenleg 3 is működik. A régebbi csoportok egykori tagjai közül is kijárnak meccsekre, de már nem aktívak, a tábort az Armata Rossoblu vezeti.
A szurkolói csoportok:
- Angelland V.I.P. (1997–2006)
- Armata Rossoblu (2006–)[14]
- Angelland Fighters (2018-)
- Blood Reds (1993–)
- Ultra' Vasas (1996–2006)
- Vasas Pirates (1993–1998)
- Tripolis force(1993–)
- Angyalföldi ordasok (2019–)
- Vasas Suhancok (2022-)

## Szezonok
- A Vasas SC 2004–2005-ös szezonja
- A Vasas SC 2005–2006-os szezonja
- A Vasas SC 2006–2007-es szezonja
- A Vasas SC 2007–2008-as szezonja
- A Vasas SC 2008–2009-es szezonja
- A Vasas SC 2009–2010-es szezonja
- A Vasas SC 2010–2011-es szezonja
- A Vasas SC 2011–2012-es szezonja
- A Vasas SC 2015–2016-os szezonja
- A Vasas SC 2016–2017-es szezonja
- A Vasas SC 2017–2018-as szezonja
- A Vasas FC 2021–2022-es szezonja
- A Vasas FC 2022–2023-as szezonja